# Torneo de Estambul 2017
El Torneo de Estambul 2017 (también conocido como el TEB BNP Paribas Istanbul Cup por razones de patrocinio) fue un torneo de tenis jugado en tierra batida al aire libre. Se trató de la décima edición de la Copa de Estambul, y es parte de los torneos de la WTA Internacionales de la WTA Tour 2017. Se llevó a cabo en Estambul, Turquía, del 24 de abril hasta el 30 de abril de 2017. Fue la cuarta edición del torneo desde 2010. El evento no se llevó a cabo en el período 2011-2013 porque la WTA Tour Championships se celebró en Estambul durante esos años.

## Cabeza de serie

### Individual
| Tenista            | Ranking | Preclasificada |
| Elina Svitolina    | 13      | 1              |
| Tímea Babos        | 30      | 2              |
| Irina-Camelia Begu | 33      | 3              |
| Eugenie Bouchard   | 58      | 4              |
| Sorana Cîrstea     | 62      | 5              |
| Elise Mertens      | 66      | 6              |
| Tsvetana Pironkova | 70      | 7              |
| Andrea Petković    | 75      | 8              |

- Ranking del 17 de abril de 2017

### Dobles
| Tenista                       | Ranking | Preclasificada |
| Su-Wei Hsieh İpek Soylu       | 124     | 1              |
| María Irigoyen Paula Kania    | 142     | 2              |
| Nao Hibino Danka Kovinić      | 148     | 3              |
| Nicole Melichar Elise Mertens | 155     | 4              |

## Campeonas

### Individual femenino
Elina Svitolina venció a  Elise Mertens por 6-2, 6-4

### Dobles femenino
Dalila Jakupović /  Nadia Kichenok vencieron a   Nicole Melichar /  Elise Mertens por 7-6(6), 6-2